# Емельянов, Александр Геннадиевич
Алекса́ндр Генна́диевич Емелья́нов (1 января 1984, Шымкент) — казахстанский гребец-байдарочник, выступает за сборную Казахстана начиная с 2002 года. Участник летних Олимпийских игр в Рио-де-Жанейро, чемпион Азиатских игр, трёхкратный чемпион Азии, многократный победитель и призёр регат национального значения. На соревнованиях представляет Южный Казахстан, мастер спорта международного класса.

## Биография
Александр Емельянов родился 1 января 1984 года в городе Шымкенте Южно-Казахстанской области Казахской ССР.
Впервые представлял казахстанскую национальную сборную в сезоне 2002 года, когда побывал на Азиатских играх в корейском Пусане, тем не менее, попасть здесь в число призёров не смог, в обоих своих дисциплинах занял четвёртое место. На следующих Азиатских играх, проходивших спустя четыре года в Дохе, выиграл бронзовую медаль в зачёте одиночных байдарок на дистанции 500 метров. В 2009 году выступил на чемпионате Азии в Тегеране и в итоге четырежды поднимался здесь на пьедестал почёта: одержал победу в двойках на пятистах и тысяче метрах, стал серебряным призёром в двойках на пяти тысячах метрах, а также взял золото в километровой гонке четвёрок, став таким образом трёхкратным чемпионом азиатского континента.
В 2010 году Емельянов побывал на Азиатских играх в китайском Гуанчжоу, откуда привёз две награды серебряного достоинства, выигранные в километровых дисциплинах двухместных и четырёхместных экипажей. В 2013 году отметился двумя наградами на азиатском первенстве в Самарканде: получил серебро в одиночках на пятистах метрах и бронзу в одиночках на тысяче метрах. В следующем сезоне на Азиатских играх в Инчхоне был лучшим среди байдарок-четвёрок на дистанции 1000 метров, ещё через год на чемпионате Азии в индонезийском Палембанге добавил в послужной список серебряную награду, полученную в километровой гонке четырёхместных экипажей.
Благодаря череде удачных выступлений Александр Емельянов удостоился права защищать честь страны на летних Олимпийских играх 2016 года в Рио-де-Жанейро. Стартовал здесь в программе четырёхместных экипажей на дистанции 1000 метров вместе с партнёрами Сергеем Токарницким, Ильёй Голендовым и Андреем Ергучёвым — они с седьмого места квалифицировались на предварительном этапе, затем на стадии полуфиналов заняли четвёртое место и попали тем самым в утешительный финал «Б», где показали на финише второе время позади команды из России — таким образом, в итоговом протоколе их экипаж расположился на десятой строке.
Имеет высшее образование, в 2008 году окончил Южно-Казахстанский государственный университет имени М. О. Ауэзова, где обучался на факультете спорта и туризма, кафедре теории и методики физической культуры и спорта.